# Перейра, Альваро
А́льваро Даниэ́ль «Пали́то» Пере́йра Баррага́н (исп. Álvaro Daniel Pereira Barragán; 28 ноября 1985, Монтевидео) — уругвайский футболист, выступавший на позиции левого защитника. Играл за национальную сборную Уругвая.

## Биография

### Клубная карьера
Альваро Перейра начал карьеру в 2003 году в клубе «Мирамар Мисьонес» из Монтевидео. Спустя сезон он перебрался в чемпионат Аргентины, где два сезона выступал за «Кильмес» и один сезон — за «Архентинос Хуниорс» (где за сезон он забил 11 голов, хотя и является типичным фланговым «бегуном»). Природная выносливость и работоспособность везде позволяли Перейре быть игроком основного состава, и практически не пропускать матчей своих команд.
Летом 2008 года Перейру приобрёл за 2,5 млн евро на тот момент действующий чемпион Румынии клуб ЧФР. Вместе со своей первой европейской командой Перейра довольно успешно выступил в Лиге чемпионов 2008/09, а также завоевал Кубок Румынии. По окончании сезона права на Перейру перекупил куда более престижный и титулованный ФК «Порту». Сумма сделки составила уже 4,5 млн евро.
В 2011 году интерес к футболисту проявил «Челси», однако руководство «Порту» не пожелало продавать футболиста: «Мне сказали, что не хотят продавать меня, потому что не хотят разрушать команду. Мой агент сказал, что стороны просто не смогли договориться».
В январе 2015 года перешёл в аргентинский «Эстудиантес»
Впоследствии выступал на правах аренды за «Хетафе» и «Серро Портеньо». В 2016 году получил серьёзную травму, от последствий которой длительное время лечился. В 2019 году перешёл на правах свободного агента в «Насьональ».

### Игры за сборную
Перейра дебютировал за сборную Уругвая 19 ноября 2008 года в поединке против Франции (0:0). В 2009 году Альваро Перейра стал незаменимым игроком основы уругвайской национальной сборной — за этот год он принял участие в 10 матчах своей команды, включая игры в квалификационном турнире к ЧМ-2010.
На чемпионате мира 2010 года Альваро Перейра был одним из игроков основы, хотя в некоторых матчах он оставался в запасе. Полузащитник помог своей команде дойти до полуфинала турнира.
В следующем году Палито Перейра стал одним из лучших игроков Кубка Америки, который сборная Уругвая выиграла в 15-й (рекордный) раз. В шести играх Кубка Перейра забил два гола (оба на групповой стадии). Один из них позволил «селесте» сыграть вничью с командой Чили, а другой принёс победу над Мексикой, обеспечившую уругвайцам выход в четвертьфинал турнира.

## Достижения
- Чемпион Уругвая (1): 2019
- Обладатель Суперкубка Уругвая (1): 2019
- Чемпион Португалии (2): 2010/2011, 2011/2012
- Обладатель Кубка Португалии (2): 2009/10, 2010/11
- Обладатель Суперкубка Португалии (3): 2009, 2010, 2011
- Чемпион Парагвая (1): Клаусура 2017
- Обладатель Кубка Румынии (1): 2008/09
- Победитель Лиги Европы (1): 2010/11
- Обладатель Кубка Америки (1): 2011